# Second Avenue Commercial District
Le Second Avenue Commercial District est un district historique américain situé à Nashville, dans le Tennessee. Il est inscrit au Registre national des lieux historiques depuis le 23 février 1972.